# Estudiantes de Bahía Blanca
Maillots
L'Estudiantes de Bahía Blanca, ou Club Estudiantes, est un club argentin de basket-ball évoluant en Liga Nacional de Básquetbol, soit le plus haut niveau du championnat argentin. Le club est basé dans la ville de Bahía Blanca.

## Présidents successifs
- Jorge Ginóbili: pendant 10 ans (il est le père de Emanuel Ginóbili).

## Joueurs marquants du club
- Emanuel Ginóbili
- Pepe Sánchez
- Grant Gondrezick